# Fred Uhlman
Fred Uhlman (n. 19 ianuarie 1901 - d. 11 aprilie 1985) a fost un pictor, avocat și scriitor german de limbă engleză.
S-a născut la Stuttgart într-o familie înstărită de evrei, membrii ai clasei de mijloc șvabe. Absolvă în 1923 studii de drept la Universitatea din Tuebingen. Este printre evreii care părăsește Germania imediat după ce Hitler accede la putere în 1933. În ciuda dificultăților pe care viața de emigrant i le va rezerva, alegerea a fost una potrivită, căci întreaga lui familie va fi decimată de politicile rasiale ale noului regim nazist.
Prima lui destinație este Franța, unde la Paris amicii (Paul Elsas și Paul Westheim) îi descoperă talentul de pictor. Înaintea declanșării războiului civil spaniol, va trăi o scurtă perioadă în Tossa del Mar, unde se concentrase o colonie de pictori străini, timp suficient pentru a face cunoștință cu aceea care mai târziu îi va deveni soție, anume Diana Croft (fiica parlamentarului britanic Sir Henry P. Croft).
După un scurt retour la Paris, decide să se stabilească în Marea Britanie. Se va căsători cu amica cunoscută în satul spaniol de pescari, și în căminul comun vor stabili un cartier general al intelectualilor refugiați din țările căzute pradă fascismului (Germania și Spania), și un centru de ajutorare al stângii spaniole; la Cambridge va fi implicat chiar în discuții în care se punea problema asasinării lui Hitler.
La câteva luni după implicarea Marii Britanii în conflictul generalizat Uhlman va fi arestat ca „cetățean al unui stat inamic” și internat într-un lagăr de izolare, pe insula Man, unde stă doar câteva luni.
Va face carieră ca pictor și în 1960 își va publica memoriile. În 1977 va publica o nuvelă de autoficțiune (Reunion), tradusă de atunci în numeroase limbi, devenind astfel totodată dacă nu și cel care a definit genul, cel puțin pionier, alături de Serge Doubrovsky (care și el a publicat prima autoficțiune tot în 1977).